# Kitani Minoru

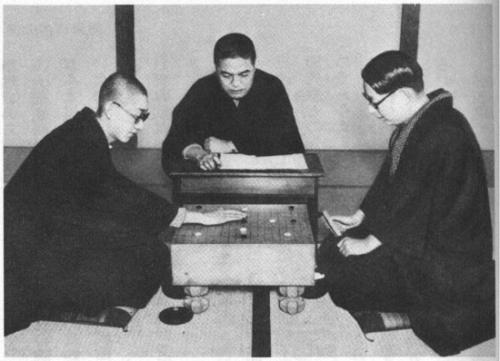
Go Seigen und Kitani Minoru (r.)

Kitani Minoru (jap. 木谷 実; * 25. Januar 1909 in Kōbe; † 19. Dezember 1975) war einer der bekanntesten Profi-Gospieler und Lehrer des Go im 20. Jahrhundert in Japan.

## Biographie
Sein Go-Lehrer war Suzuki Tamejiro.
Kitani bekam den Spitznamen „das Wunder“, nachdem er ein K.O.-Turnier gewonnen hatte. Er besiegte 1928 acht Gegner des Kiseisha in einer Reihe und spielte eine bekannte Partie gegen Honinbo Shusai. Der Literaturnobelpreisträger Kawabata Yasunari verarbeitete dieses Spiel in seinem Roman Meijin. 1954 erlitt Kitani eine Intrazerebrale Blutung, erholte sich aber bald. 1964 erkrankte er erneut und ging in Rente. 1967 gewann er den Okura-Preis.
Segoe Kensaku, ein Freund und Rivale von Kitani, nannte ihn wegen seiner außergewöhnlichen Go-Erfolge den „Großen Kitani“.

## Freundschaft mit Go Seigen
Er war ein Wunderkind, das nach der Gründung des Nihon Ki-in im Jahr 1924 viel Aufmerksamkeit erregte. Zwischen ihm und Go Seigen bestand einerseits eine große Rivalität aber auch Freundschaft.
Go und Kitani waren 1933–1936 Vorreiter des Shinfuseki, das auch „Neue Eröffnung“ genannt wird.
Go Seigen und Kitani spielten ab 1939 im Kamakura jubango, dem bekanntesten Jūbango des Jahrhunderts. Es endete mit einem klaren Sieg Gos. Kitanis Karriere erholte sich davon nie wieder; er hatte auch gesundheitliche Probleme mit dem Herzen. Später hatte er eine eigenwillige Spielweise, bei der er großen Wert auf sicheres Gebiet legte.

## Kitanis Go-Schule
Kitani wurde der produktivste Go-Lehrer zukünftiger Profis überhaupt. Das Kitani dojo begann 1945 in seinem Haus auf dem Lande zu florieren und wurde in praktischen Fragen von seiner Frau verwaltet. Es gab an eine ganze Generation von japanischen Spitzenspielern der 1970er bis 1990er Jahre sein Wissen weiter. Seine Tochter Kitani Reiko (1939–1996) wurde 6. Dan, gewann mehrfach die japanischen Frauen-Meisterschaft und heiratete Koichi Kobayashi, einen der besten Schüler Kitanis. Deren Tochter Izumi Kobayashi ist heute die stärkste weibliche Spielerin Japans. Als Kitani starb, hatte er im Laufe der Jahre über 60 Schüler gehabt und 40 von ihnen zu Profis herangezogen.

## Profi-Dan-Grade
- 1. Dan: 1924
- 2. Dan: 1926
- 3. Dan: 1926
- 4. Dan: 1927
- 5. Dan: 1929
- 6. Dan: 1933
- 7. Dan: 1935
- 8. Dan: 1942
- 9. Dan: 1956

## Titel und Anwärterschaften
| Titel               | Gewonnen   |
| ------------------- | ---------- |
| Noch existierend    | 1          |
| NHK Cup             | 1960       |
| Ehemalige           | 2          |
| Asashi Top Position | 1957, 1958 |

| Titel               | Verloren         |
| ------------------- | ---------------- |
| Noch existierend    | 5                |
| Honinbo             | 1947, 1953, 1959 |
| NHK Cup             | 1958, 1961       |
| Ehemalige           | 3                |
| NHK Championship    | 1958             |
| Asashi Top Position | 1959             |
| Igo Senshuken       | 1958             |